# St. Urban (Rheinfelden-Herten)

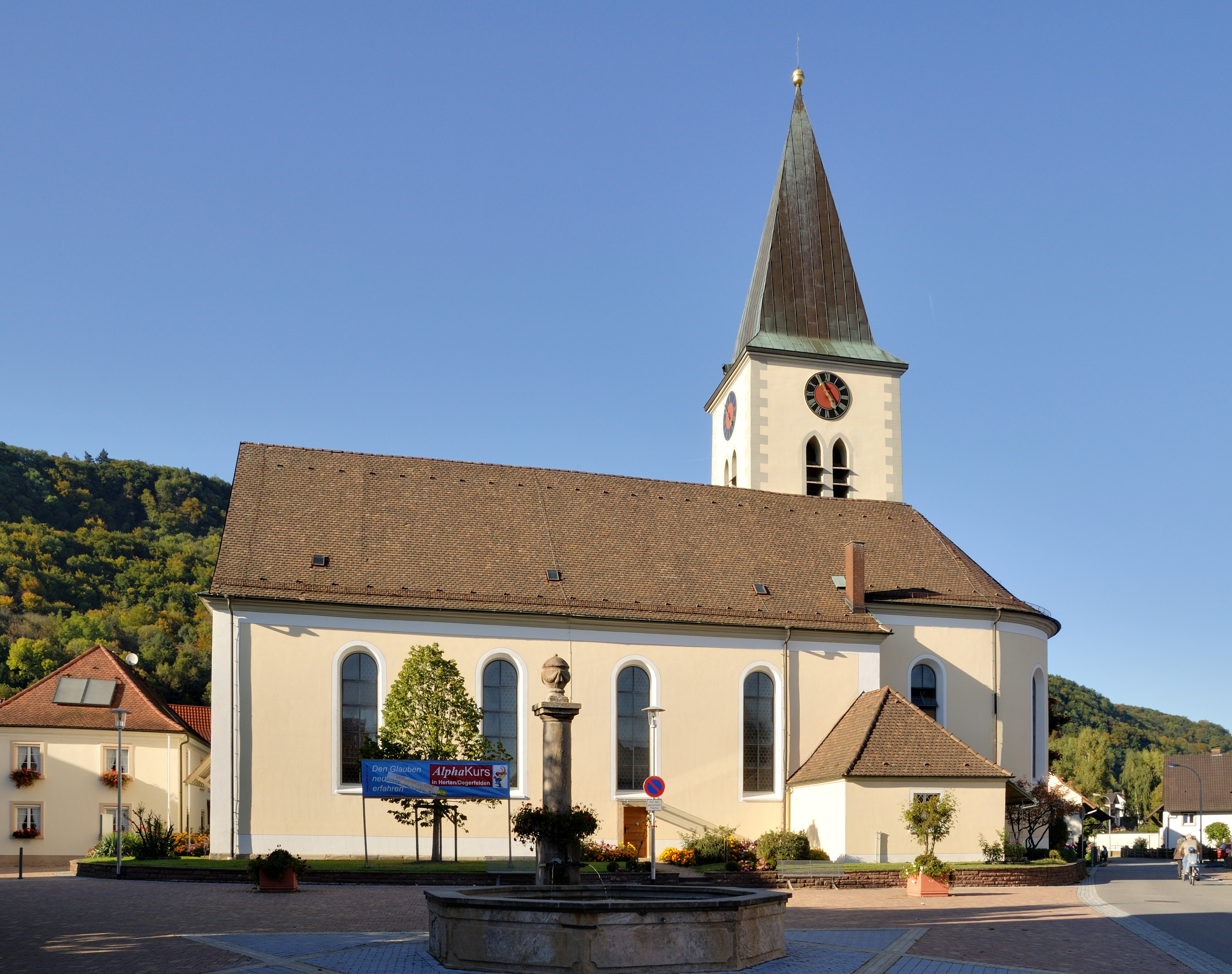
St. Urban

Die Pfarrkirche St. Urban im Rheinfelder Stadtteil Herten gehört der zum 1. Januar 2015 begründeten römisch-katholischen Kirchengemeinde Rheinfelden an, einer Seelsorgeeinheit mit den weiteren sechs Kirchen St. Josef, St. Gallus (Eichsel), St. Michael, St. Peter & Paul, St. Felix & Regula, St. Gallus (Warmbach) und den Kapellen Maria Schnee, St. Mauritius (Nordschwaben), St. Ubald (Degerfelden) und St. Marien/Mutter Gottes (Eichsel). Sie steht unter dem Patrozinium des heiligen Urban. Die Kirche im Louis-seize-Stil wurde zum Ende des 18. Jahrhunderts nach Plänen von Franz Anton Bagnato errichtet; der aus dem Mittelalter stammende Kirchturm erhielt einen neuen Turmhelm.

## Geschichte
Eine Schenkungsurkunde von 807 lässt annehmen, dass damals schon in Herten eine Kirche bestanden hatte, urkundlich gesichert ist sie allerdings erst ab 1275. Der baulich älteste Teil der Kirche ist der mittelalterliche Kirchturm. Sein Kreuzgewölbe mit profilierten Rippen trägt als Schlussstein das Wappen der Deutschordensherren von Beuggen.
Die zunehmende Baufälligkeit führte im letzten Viertel des 18. Jahrhunderts dazu, einen Neubau zu planen. Pfarrvikar Moismann veranlasste 1781 die Entwürfe. Im selben Jahr besichtigte Franz Anton Bagnato die Kirche. Seine nur leicht veränderten Pläne wurden in den Jahren 1789 bis 1791 von dem Bregenzer Baumeister Ballier Xaver Rüsch verwirklicht.
Renovierungen fanden 1900 sowie in den Jahren 1975 und 1976 statt, im Zuge derer die Kirche einen neuen Zelebrationsaltar, ein Auflagekreuz, einen Ambo, Sedilien und Leuchter des Rheinfelder Künstlers Leonhard Eder erhielt. Der damalige Weihbischof Karl Gnädinger weihte den Altar am 23. Mai 1976.

## Beschreibung

### Kirchenbau

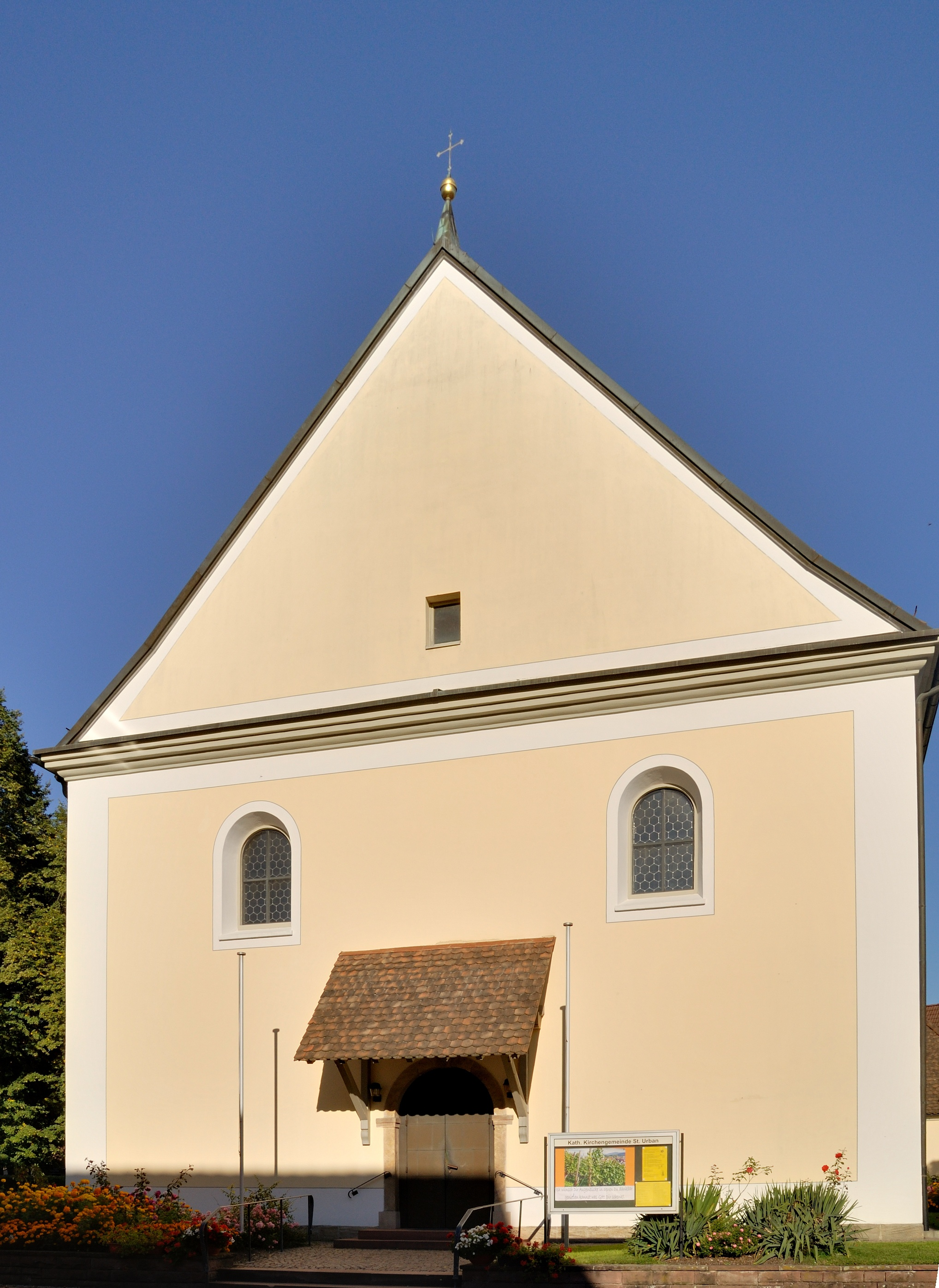
Westfassade

Die Urbankirche im Dorfkern Hertens steht nördlich eines dreieckigen Platzes, den die Kirch- und Rabenfelsstraße bilden. Das Langhaus ist von einem Satteldach gedeckt, das über dem nach Osten ausgerichteten Chor abgewalmt ist. Der mächtige nördlich am Langhaus stehende gotische Glockenturm erhielt durch den Neu- und Umbau Ende des 18. Jahrhunderts ein unten leicht eingeknicktes Pyramidendach. An jeder Seite befinden sich im oberen Turmgeschoss zwei spitzbögig zulaufende, schmale Schallarkaden und darüber ein Zifferblatt der Turmuhr. Im Untergeschoss des Turms ist die Sakristei.
Der Haupteingang befindet sich in der Westfassade und wird von zwei Seiteneingängen im Süden und Norden ergänzt.

### Innenraum und Ausstattung
Das Langhaus verfügt über zehn rundbogige, lange Fenster und der Chor über drei. Über einem halbrunden Triumphbogen zwischen den beiden Gebäudeteilen wacht das Auge Gottes. Die Decken sind mit Girlanden, Blumen und Sonnen aus Stuck verziert.
Die Kanzel mit Schalldeckel im Stil des Rokoko wurde 1765 von Matthias Faller geschaffen und vom Maler Franz Joseph Rösch aus Freiburg farblich gefasst. Sie wurde 1795 von der Gemeinde erworben und stand vorher im Dominikanerkloster in Freiburg im Breisgau. An der Kanzel sind die damals nur vier bekannten Erdteile dargestellt, darunter das Symbol der Dominikaner: der Hunde des Herrn mit Fackel. Den Deckel bekrönen die vier Evangelisten, ein posauneblasender Engel mit Gesetzestafeln und der siebenarmige Leuchter.

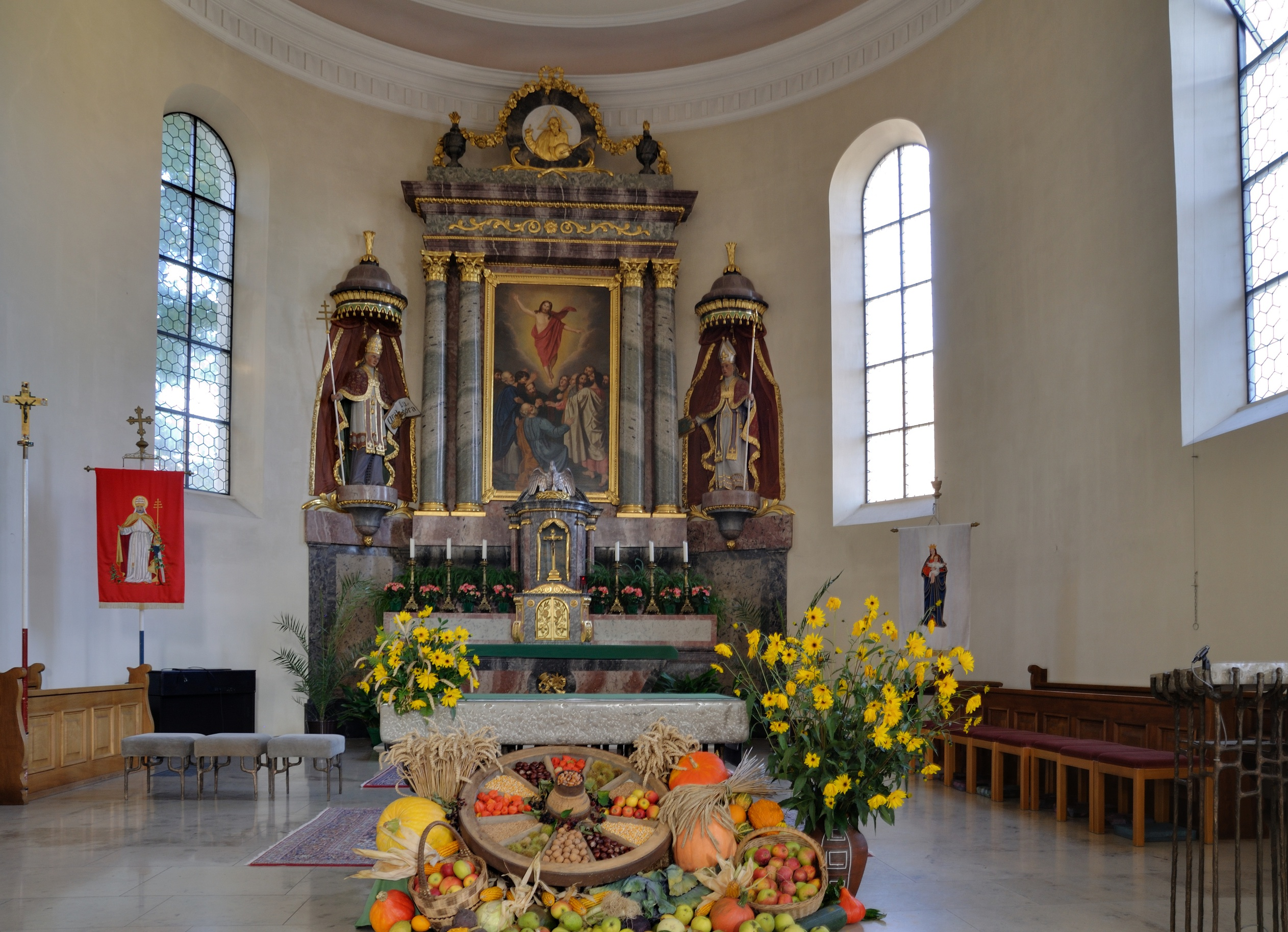
Chor und Hochaltar

Der Taufstein aus dem Jahr 1792 ist mit den Initialen I.B. signiert. Vierzehn Kreuzwegstationen führen entlang des Langhauses. An beiden Seiten des Triumphbogens stehen klassizistische Seitenaltäre – links der Marien- und rechts der Josefsaltar –, die 1820 von Johann Anton Feuerstein aus Arlesheim geschaffen wurden.
In den Jahren 1825/26 entschloss man sich den alten Hochaltar aus der Vorgängerkirche durch einen neuen zu ersetzen, der ebenfalls von Feuerstein geschaffen wurde. Unterhalb des Baldachins befinden sich die beiden Heiligenfiguren, links der Hauptpatron der Kirche Papst Urban, rechts Bischof Valerius von Saragossa als Nebenpatron. In einem Medaillon bildet die Darstellung Gottvaters den Abschluss. Das ehemals barocke Tabernakel ersetzte man durch ein klassizistisches. Das Tafelbild des Altars stammt vom Bamberger Maler Karl Mattenheimer und stellt die Auffahrt Christi dar. 1884 wurde das Bild von Dominik Weber verändert, der auch die Bilder der Seitenaltäre neu schuf.
Der von Eder geschaffene Zelebrationsaltar, das Auflagekreuz, der Ambo, die Sedilien und der Leuchter wurden in Bronze und Jurakalkstein ausgeführt.
Die erste urkundlich belegte Orgel der Kirche wurde 1795 angeschafft. Die heutige wurde von der Freiburger Orgelbauwerkstatt Späth 1978 auf der Westempore erbaut und errichtet. Das Instrument mit mechanischer Spiel- und Registertraktur hat zwei Manuale, Pedal und verfügt über vierzehn Register.

### Glocken
| Nr. | Name               | Nominal |
| 1   | Christus-Glocke    | e′      |
| 2   | Marien-Glocke      | fis′    |
| 3   | St.-Urban-Glocke   | gis′    |
| 4   | St.-Ubald-Glocke   | h′      |
| 5   | St.-Josephs-Glocke | cis′′   |

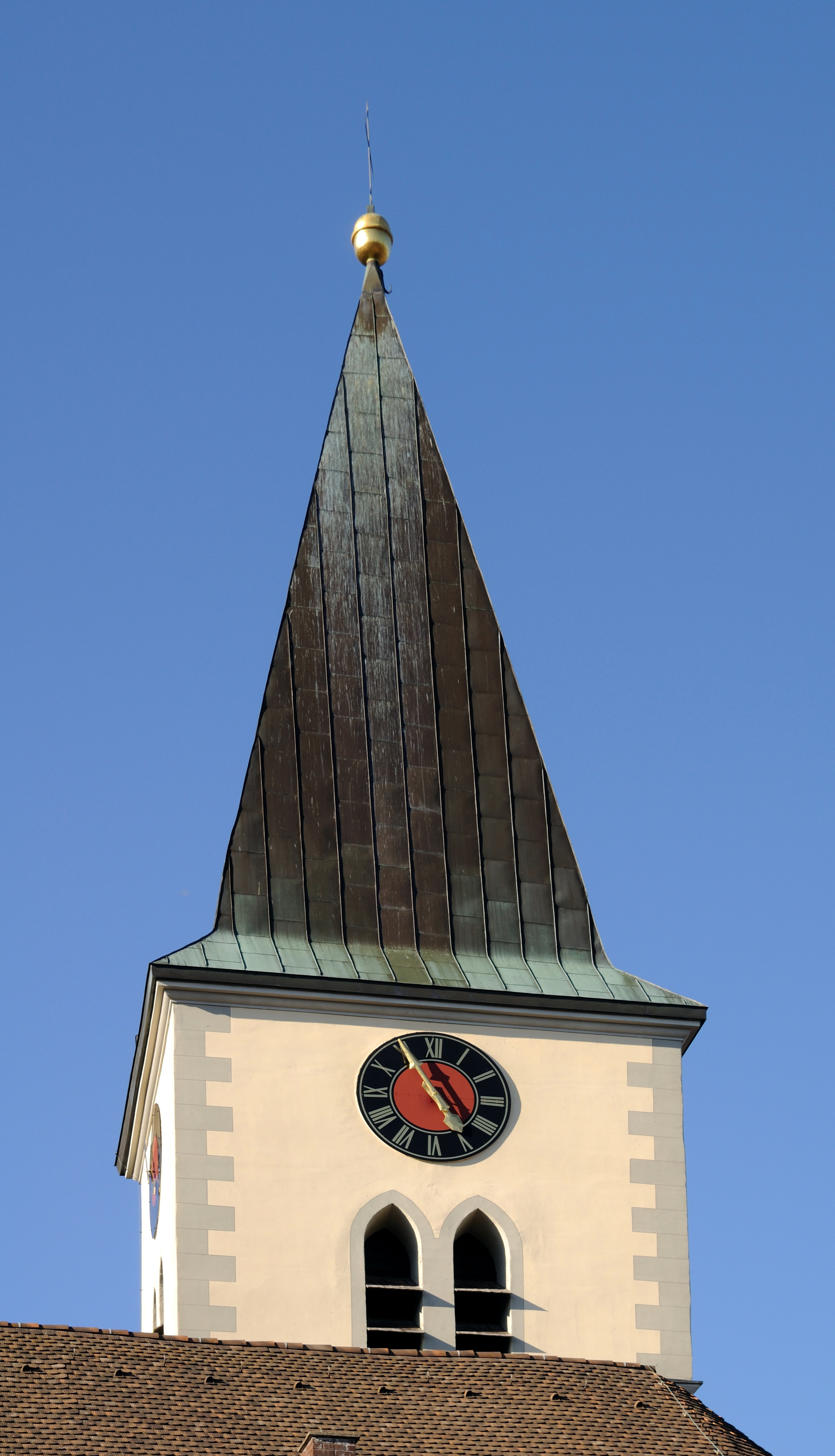
Glockenturm

Bis 1876 diente ein Geläut aus vier Glocken in der Urbankirche in Herten. Die älteste von 1666 gossen die Gebrüder Hans Ulrich und Jakob Roth aus Basel. Eine zweite wurde vermutlich 1790 umgegossen und eine dritte kam 1793 und eine vierte 1797 von der Gießerei Johann Friedrich Weitenauer, ebenfalls aus Basel. Schriftlichen Überlieferungen zufolge sollen die Glocken zu leise und nicht bis zum Pfarrhof hörbar gewesen sein, was zu einer Neuanschaffung führte.
Die neuen vier Glocken goss Benjamin Muchenberger aus Wehr. Die große Christus-Glocke war auf das Nominal es gestimmt, die Marien-Glocke auf g, die Urban-Glocke auf b; die kleinste hieß Agatha. Während des Ersten Weltkriegs wurden bis auf die Marien-Glocke alle beschlagnahmt. Einen Ersatz dafür schuf die Glockengießerei Grüninger. Diese Glocke musste 1941 infolge des Zweiten Weltkrieges ebenfalls abgegeben werden.
Das neue fünfstimmige Glockenensemble aus Bronze goss 1956 das Unternehmen Friedrich Wilhelm Schilling aus Heidelberg.